# Михалёв, Николай Алексеевич
Николай Алексеевич Михалёв (род. 1934, РСФСР) — советский футболист, полузащитник, защитник, тренер.

## Биография
В 1953 году — в составе дубля «Спартак» Москва. В первенстве СССР играл в командах второй (1953—1962) и третьей (1963—1965) по силе лигах «Спартак» Калинин (1953—1955), «Шахтёр» Сталиногорск/Мосбасс (1955—1956), команда города Ступино (1957), «Труд» Ногинск (1958—1961, 1963), «Ракета» Горький (1962), «Волга» Горький (1963—1968), «Таврия» Симферополь (1964), «Химик» Дзержинск (1965).
Тренер «Торпедо» Подольск (1967). Старший тренер команд «Спартак» Саранск (1970—1971), «Машиностроитель» Псков (1972), «Авангард» Ровно (1973), «Спартак» Семипалатинск (1974). Начальник команды «Волга» Калинин (1979), начальник команды или тренер «Металлург» Липецк (1980).
Старший тренер команды РСФСР на турнире «Переправа» (1983 — 3 место, 1984—1985 — победитель).